# Hirtuleius laeviceps
Hirtuleius laeviceps är en insektsart som beskrevs av Carl Stål 1875. Hirtuleius laeviceps ingår i släktet Hirtuleius och familjen Phasmatidae. Inga underarter finns listade i Catalogue of Life.